# ユーリ・ビップス
ユーリ・ビップス（Jüri Vips, 2000年8月10日 - ）は、エストニア・タリン出身のレーシングドライバー。
マスメディアによっては「ユーリ・ヴィップス」、「ユリ・ビップス」と表記する場合もある。

## 経歴

### カート
エストニア・タリンにて誕生した。2011年より国内のカートレースへ参戦を開始する。2013年の「ロータックス・ジュニア・エストニアン・チャンピオンシップ」を優勝した後、翌年には「ロータックス・マックス・チャレンジ・グランド・ファイナル - ジュニアクラス」のタイトルを獲得した。2015年は「CIK-FIA ヨーロピアン・KF1・チャンピオンシップ」へ出場、リチャード・フェルシュホーやマーカス・アームストロング等と競り合った（総合12位）。

### フォーミュラ4
2016年よりビップスは、プレマ・パワーチームと契約して「イタリア・F4選手権（Italian F4）」「ADAC・フォーミュラ4」への参戦が決定する。「ADAC・フォーミュラ4」では総合6位、「イタリアF4」では総合5位（ルーキーチャンピオン）という結果となった。2016-17年の冬季シーズン、インドを拠点に開催される「MRF・チャレンジ・フォーミュラ2000・チャンピオンシップ」へエントリーする。3回の表彰台を獲得して総合6位で終える。
2017年もプレマより、「イタリアF4」「ADAC・フォーミュラ4」へ参戦する。「イタリアF4」ではゲストドライバーとしてのエントリーではあったものの、ポールポジション2回と第4戦ムジェロ・レース2では勝利を収めた。「ADAC・フォーミュラ4」の方ではチームメイトのマーカス・アームストロングと共にタイトル争いを展開する。両者の競り合いは最終戦（ホッケンハイムリンク）まで縺れ込み、最終的にビップスが僅か4.5ポイント差で逃げ切り年間タイトルを勝ち取った。

### フォーミュラ3
2017年9月ビップスは「ADAC・フォーミュラ4」でタイトルを決めた後、マニクール・サーキットで行われたプレマの「フォーミュラ3」テスト走行に参加した。10月（最終戦ホッケンハイムリンク）よりゲストドライバーとしてモトパーク（Motopark）から、「FIA フォーミュラ3・ヨーロピアン選手権」へエントリー。ペトル・フロレスクの代役として出走した。
翌年はフルタイムドライバーとしてモトパークから参戦する。ミック・シューマッハ、ダン・ティクトゥム、ロバート・シュワルツマンに次ぐ総合4位という成績（ポールポジション3回・優勝4回）となる。2018年11月「マカオグランプリ」へ初参戦を果たし、予選を14位、予選レースでは7位まで順位を上げる。決勝レースでは順位をキープしたまま7位でチェッカーを受けたが、レッドフラッグ掲示中に追い越しを行ったため40秒のタイムペナルティーを受ける。その結果順位は19位まで降格となった。
2018年12月、新たに発足した「FIA フォーミュラ3選手権」へハイテックGP（Hitech GP）から参戦することを発表。迎えた本戦では優勝3回（フィーチャーレース2回・スプリントレース1回）を記録して、上位3人のプレマ勢に次ぐ総合4位でシーズンを終えた。
再びハイテックGPから、2019年の「マカオグランプリ」へ出走する。予選ではポールポジションを獲得、予選2回目にはコースレコードを記録する走りを見せた、続く予選レースも首位をキープする。決勝レースでは序盤にリードするもののクラッシュによるセーフティーカー出動の影響を受けリードを失う。レース再開後、後方を走るリチャード・フェルシュホーにオーバーテイクされリードを明け渡す。その後も追い上げは及ばず僅か0.792秒差でチェッカーが降られポールトゥーウィンはならなかった。

### スーパーフォーミュラ／フォーミュラ・リージョナル＆フォーミュラ2
2019年10月、TEAM MUGENはパトリシオ・オワードに代わりビップスの起用を発表する。「スーパーフォーミュラ」のシーズン最終戦（鈴鹿サーキット）へ出場する形となった。予選は全体の19番手タイムで通過する。決勝ではピットストップ中に発生したエンジンストールの影響が尾を引いてしまい、最終的に18位と下位へ沈む結果となった。
2019年12月には、鈴鹿サーキットで開催される合同テスト・ルーキードライバーテストへ参加し、全体の3番手タイムをマークした。翌年1月、TEAM MUGENはビップスと野尻智紀を2020年シーズンの「スーパーフォーミュラ」へ参戦させることを発表した。しかし新型コロナウイルスの世界的流行によりシーズン開幕が延期となる。6月には8月末開催の改訂版スケジュールが発表されるが、新型コロナウイルス感染拡大による渡航制限の影響を受け来日ができなくなってしまう。この状況を受け、TEAM MUGENはビップスに代わり笹原右京の起用を決定した。
2020年6月、フィンランドのチームであるKIC・モータースポーツよりイモラで開催される「フォーミュラ・リージョナル・ヨーロピアン・チャンピオンシップ（FREC）」のテスト走行へ参加した。ビップスのマネージャーであるマルコ・アスマーは、「スーパーフォーミュラを最優先としているものの日本への渡航が不可能となった場合、FRECはバックアップオプションとして考えている。」とコメントした。その後FRECへの参戦が決定し、迎えた開幕戦（ミサノ）はリタイアに終わる。第2戦（ポール・リカール・サーキット）で2回の連続表彰台を獲得し、「FIA フォーミュラ2選手権」へレース中に負傷したショーン・ゲラエル（DAMS）の代役として出走する。ゲラエルは縁石へ乗り上げた際の衝撃により、胸椎骨折という大怪我を負ってしまう。数週間のリハビリ・療養期間を要するため欠場となった。初戦となる第7戦（スパ・フランコルシャン）、続く第8戦（モンツァ・サーキット）では入賞へあと一歩届かないレースが続いた。第9戦（ムジェロ・サーキット）ではレース1を7位、レース2を3位と初ポイント・初表彰台を獲得した。F2参戦のためFREC第3戦（レッドブル・リンク）を欠場するが、第4戦（ムジェロ）にて復帰した。レース1では2位のチェッカーを受ける。
渡航制限緩和の影響を受けて、オートポリスで行われる「スーパーフォーミュラ」第4戦に向けて参戦との話が上がったものの実現はならなかった。
2022年シーズンは、FIA F2選手権にハイテックから参戦。しかし同年6月21日、ゲームのライブ配信中に人種差別的な言葉を使い非難を浴びた。ビップスは当日中に発言について謝罪したが、28日にレッドブルは契約解除を発表、4年間続いたビップスとの関係終了を明らかにした（後述）。なお、2022年のF2は最終戦までハイテックから継続参戦した。

### フォーミュラ1
2018年10月、「レッドブル・ジュニアチーム」のメンバーへ加入する。
2020年11月、レッドブルはシルバーストン・サーキットにてレッドブル・RB8をドライブし300km走破したことをSNS上で明らかにする。これによりライセンス発行の基準を満たしたため、スーパーライセンスを取得した。第14戦トルコGPには、レッドブルとアルファタウリのリザーブドライバーを兼任する。
2022年5月、レッドブルで第6戦スペインGPフリー走行一回目の走行を担当した。

#### レッドブルからの契約解除処分
2022年6月、人種に対する不適切な発言を理由にレッドブルチームから契約を解除された。これはビップスが自身のSNSでオンライン・ビデオゲームを楽しんでいる様子をライブ中継した際、ゲーム中の会話で軽くNワードを発し、同時にゲーム内のピンク色に関連して「ピンクの帽子なんてかぶったらゲイみたいじゃないか」と同性愛者に対する不用意なジョーク発言も確認されたための処分だった。日常会話でのジョークとしてそのワードが出てきた点を所属するレッドブルやハイテックが共に「いかなる差別・違反も許さない方針である。」と声明を出し、レッドブルからは契約をすべて解消されるという重い処罰を受けることとなった。この一方で、ビップスと同時期にアンダーカテゴリーに参戦していたパキスタン系イギリス人ドライバーのイナーム・アフメドは、「ユーリがあのストリーミングで発した言葉は確かに間違いだが、僕は彼が人種差別をする人ではないのをよく知っているよ。僕はその出身経緯からテロリストだとか嫌なこともたくさん言われて育ったが、ユーリは何年もの期間ジョークでも僕に対してそんな言葉を使ったことが無いし、そういう人は数少ないんだ。彼のあの発言はそういうものではない。」と擁護するコメントを寄せている。しかしレッドブルとの契約解消の影響は大きく、2023年のレースシートを得ることは困難となった。

### インディカー
2023年終盤の2戦にレイホール・レターマン・ラニガン・レーシング・30号車シートを得てインディカーに参戦した。

## レース戦績

### 略歴
| 年      | シリーズ                                                     | チーム                                       | レース                     | 勝利                       | PP                         | FL                         | 表彰台                     | ポイント                   | 順位                       |
| ------- | ------------------------------------------------------------ | -------------------------------------------- | -------------------------- | -------------------------- | -------------------------- | -------------------------- | -------------------------- | -------------------------- | -------------------------- |
| 2016    | ADAC・フォーミュラ4選手権                                    | プレマ・パワーチーム                         | 24                         | 0                          | 0                          | 0                          | 5                          | 138                        | 6位                        |
| 2016    | イタリア・F4選手権                                           | プレマ・パワーチーム                         | 18                         | 1                          | 2                          | 3                          | 8                          | 140                        | 5位                        |
| 2016-17 | MRF・チャレンジ・フォーミュラ2000                            | MRF・レーシング                              | 15                         | 0                          | 0                          | 0                          | 3                          | 135                        | 6位                        |
| 2017    | ADAC・フォーミュラ4選手権                                    | プレマ・パワーチーム                         | 21                         | 2                          | 0                          | 0                          | 7                          | 245.5                      | 1位                        |
| 2017    | イタリア・F4選手権                                           | プレマ・パワーチーム                         | 9                          | 1                          | 2                          | 2                          | 5                          | 114                        | NC†                        |
| 2017    | FIA フォーミュラ3・ヨーロピアン選手権                        | モトパーク                                   | 3                          | 0                          | 0                          | 0                          | 0                          | 0                          | NC‡                        |
| 2018    | FIA フォーミュラ3・ヨーロピアン選手権                        | モトパーク                                   | 30                         | 4                          | 3                          | 6                          | 8                          | 284                        | 4位                        |
| 2018    | マカオグランプリ                                             | モトパーク                                   | 1                          | 0                          | 0                          | 0                          | 0                          | N/A                        | 19位                       |
| 2019    | FIA フォーミュラ3・ヨーロピアン選手権                        | ハイテック・グランプリ                       | 16                         | 3                          | 1                          | 1                          | 4                          | 141                        | 4位                        |
| 2019    | マカオグランプリ                                             | ハイテック・グランプリ                       | 1                          | 0                          | 1                          | 0                          | 1                          | N/A                        | 2位                        |
| 2019    | スーパーフォーミュラ                                         | TEAM 無限                                    | 1                          | 0                          | 0                          | 0                          | 0                          | 0                          | 23位                       |
| 2020    | フォーミュラ・リージョナル・ヨーロピアン・チャンピオンシップ | KIC・モータースポーツ                        | 9                          | 0                          | 0                          | 3                          | 3                          | 81                         | 8位                        |
| 2020    | FIA フォーミュラ2選手権                                      | DAMS                                         | 8                          | 0                          | 0                          | 0                          | 1                          | 16                         | 16位                       |
| 2020    | フォーミュラ1                                                | アストンマーティン・レッドブル・レーシング   | テスト／リザーブドライバー | テスト／リザーブドライバー | テスト／リザーブドライバー | テスト／リザーブドライバー | テスト／リザーブドライバー | テスト／リザーブドライバー | テスト／リザーブドライバー |
| 2021    | FIA フォーミュラ2選手権                                      | ハイテック・グランプリ                       | 23                         | 2                          | 0                          | 1                          | 6                          | 120                        | 6位                        |
| 2021    | フォーミュラ1                                                | レッドブル・レーシング・ホンダ               | テストドライバー           | テストドライバー           | テストドライバー           | テストドライバー           | テストドライバー           | テストドライバー           | テストドライバー           |
| 2022    | FIA フォーミュラ2選手権                                      | ハイテック・グランプリ                       | 28                         | 1                          | 2                          | 4                          | 5                          | 114                        | 11位                       |
| 2022    | フォーミュラ1                                                | オラクル・レッドブル・レーシング             | テストドライバー           | テストドライバー           | テストドライバー           | テストドライバー           | テストドライバー           | テストドライバー           | テストドライバー           |
| 2022    | フォーミュラ1                                                | スクーデリア・アルファタウリ                 | テストドライバー           | テストドライバー           | テストドライバー           | テストドライバー           | テストドライバー           | テストドライバー           | テストドライバー           |
| 2023    | インディカー・シリーズ                                       | レイホール・レターマン・ラニガン・レーシング | 2                          | 0                          | 0                          | 0                          | 0                          | 18                         | 33位                       |

- † : 出走数が基準に満たしていなかったため、ランキングは加算されない。
- ‡ : ゲストドライバーとしての出走であるため、ポイントは加算されない。
- * : 今シーズンの順位。（現時点）

### FIA フォーミュラ3・ヨーロピアン選手権
| 年     | エントラント | エンジン           | 1        | 2        | 3        | 4       | 5        | 6       | 7       | 8       | 9       | 10      | 11      | 12       | 13      | 14        | 15      | 16      | 17    | 18      | 19      | 20      | 21      | 22        | 23       | 24      | 25      | 26      | 27      | 28       | 29       | 30       | DC  | ポイント |
| ------ | ------------ | ------------------ | -------- | -------- | -------- | ------- | -------- | ------- | ------- | ------- | ------- | ------- | ------- | -------- | ------- | --------- | ------- | ------- | ----- | ------- | ------- | ------- | ------- | --------- | -------- | ------- | ------- | ------- | ------- | -------- | -------- | -------- | --- | -------- |
| 2017年 | モトパーク   | フォルクスワーゲン | SIL 1    | SIL 2    | SIL 3    | MNZ 1   | MNZ 2    | MNZ 3   | PAU 1   | PAU 2   | PAU 3   | HUN 1   | HUN 2   | HUN 3    | NOR 1   | NOR 2     | NOR 3   | SPA 1   | SPA 2 | SPA 3   | ZAN 1   | ZAN 2   | ZAN 3   | NÜR 1     | NÜR 2    | NÜR 3   | RBR 1   | RBR 2   | RBR 3   | HOC 1 21 | HOC 2 12 | HOC 3 12 | NC† | 0†       |
| 2018年 | モトパーク   | フォルクスワーゲン | PAU 1 10 | PAU 2 17 | PAU 3 12 | HUN 1 6 | HUN 2 18 | HUN 3 4 | NOR 1 7 | NOR 2 1 | NOR 3 2 | ZAN 1 6 | ZAN 2 8 | ZAN 3 15 | SPA 1 6 | SPA 2 Ret | SPA 3 4 | SIL 1 4 | SIL 2 | SIL 3 1 | MIS 1 5 | MIS 2 1 | MIS 3 2 | NÜR 1 Ret | NÜR 2 15 | NÜR 3 6 | RBR 1 6 | RBR 2 4 | RBR 3 8 | HOC 1 3  | HOC 2 1  | HOC 3 9  | 4位 | 284      |

- 太字はポールポジション、斜字はファステストラップ。(key)
- † : ゲストドライバーとしての出走であるため、ポイントは加算されない。

### マカオグランプリ
| 年     | チーム                 | 車両              | 予選 | 予選レース | 決勝レース |
| ------ | ---------------------- | ----------------- | ---- | ---------- | ---------- |
| 2018年 | モトパーク             | ダラーラ・F317    | 14位 | 7位        | 19位       |
| 2019年 | ハイテック・グランプリ | ダラーラ・F3 2019 | 1位  | 1位        | 2位        |

### FIA フォーミュラ3選手権
| 年     | エントラント           | 1         | 2         | 3         | 4          | 5         | 6         | 7         | 8          | 9         | 10        | 11        | 12         | 13          | 14         | 15        | 16        | DC  | ポイント |
| ------ | ---------------------- | --------- | --------- | --------- | ---------- | --------- | --------- | --------- | ---------- | --------- | --------- | --------- | ---------- | ----------- | ---------- | --------- | --------- | --- | -------- |
| 2019年 | ハイテック・グランプリ | CAT FEA 6 | CAT SPR 2 | LEC FEA 4 | LEC SPR 17 | RBR FEA 1 | RBR SPR 6 | SIL FEA 1 | SIL SPR 15 | HUN FEA 4 | HUN SPR 4 | SPA FEA 5 | SPA SPR 21 | MNZ FEA Ret | MNZ SPR 11 | SOC FEA 8 | SOC SPR 1 | 4位 | 141      |

- 太字はポールポジション、斜字はファステストラップ。(key)

### スーパーフォーミュラ
| 年     | エントラント | 1   | 2   | 3   | 4   | 5   | 6   | 7      | DC   | ポイント |
| ------ | ------------ | --- | --- | --- | --- | --- | --- | ------ | ---- | -------- |
| 2019年 | TEAM 無限    | SUZ | AUT | SUG | FSW | TRM | OKA | SUZ 18 | 23位 | 0        |

- 太字はポールポジション、斜字はファステストラップ。(key)

### FIA フォーミュラ2選手権
| 年     | エントラント           | 1          | 2          | 3          | 4          | 5          | 6           | 7           | 8          | 9         | 10        | 11         | 12          | 13         | 14         | 15          | 16        | 17         | 18          | 19          | 20          | 21         | 22         | 23          | 24        | 25      | 26      | 27      | 28      | DC    | ポイント |
| ------ | ---------------------- | ---------- | ---------- | ---------- | ---------- | ---------- | ----------- | ----------- | ---------- | --------- | --------- | ---------- | ----------- | ---------- | ---------- | ----------- | --------- | ---------- | ----------- | ----------- | ----------- | ---------- | ---------- | ----------- | --------- | ------- | ------- | ------- | ------- | ----- | -------- |
| 2020年 | DAMS                   | RBR FEA    | RBR SPR    | RBR FEA    | RBR SPR    | HUN FEA    | HUN SPR     | SIL FEA     | SIL SPR    | SIL FEA   | SIL SPR   | CAT FEA    | CAT SPR     | SPA FEA 11 | SPA SPR 11 | MNZ FEA 11  | MNZ SPR 9 | MUG FEA 7  | MUG SPR 3   | SOC FEA Ret | SOC SPR 18  | BHR FEA    | BHR SPR    | BHR FEA     | BHR SPR   |         |         |         |         | 16位  | 16       |
| 2021年 | ハイテック・グランプリ | BHR SP1 10 | BHR SP2 16 | BHR FEA 13 | MON SP1 5  | MON SP2 3  | MON FEA 8   | BAK SP1 8   | BAK SP2 1  | BAK FEA 1 | SIL SP1 2 | SIL SP2 6  | SIL FEA 7   | MNZ SP1 8  | MNZ SP2 6  | MNZ FEA Ret | SOC SP1 2 | SOC SP2 C  | SOC FEA Ret | JED SP1 3   | JED SP2 Ret | JED FEA 6  | YMC SP1 12 | YMC SP2 Ret | YMC FEA 8 |         |         |         |         | 6位   | 120      |
| 2022年 | ハイテック・グランプリ | BHR SPR    | BHR FEA 3  | JED SPR 2  | JED FEA 10 | IMO SPR 15 | IMO FEA Ret | CAT SPR Ret | CAT FEA 17 | MON SPR 5 | MON FEA 3 | BAK SPR 12 | BAK FEA Ret | SIL SPR 12 | SIL FEA 6  | RBR SPR 5   | RBR FEA 8 | LEC SPR 11 | LEC FEA 12  | HUN SPR 2   | HUN FEA 5   | SPA SPR 14 | SPA FEA 9  | ZAN SPR     | ZAN FEA   | MNZ SPR | MNZ FEA | YMC SPR | YMC FEA | 10位* | 87*      |

- 太字はポールポジション、斜字はファステストラップ。(key)
- * : 今シーズンの順位。（現時点）

### フォーミュラ1
| 年     | エントラント | シャシー             | エンジン                              | 1   | 2   | 3   | 4   | 5   | 6      | 7   | 8   | 9   | 10  | 11  | 12  | 13  | 14  | 15  | 16  | 17  | 18  | 19  | 20  | 21  | 22  | WDC | ポイント |
| ------ | ------------ | -------------------- | ------------------------------------- | --- | --- | --- | --- | --- | ------ | --- | --- | --- | --- | --- | --- | --- | --- | --- | --- | --- | --- | --- | --- | --- | --- | --- | -------- |
| 2022年 | メルセデス   | F1 W13 E Performance | メルセデス M13 E Performance 1.6 V6 t | BHR | SAU | AUS | EMI | MIA | ESP TD | MON | AZE | CAN | GBR | AUT | FRA | HUN | BEL | NED | ITA | SIN | JPN | USA | MXC | SÃO | ABU | -   | -        |

- 太字はポールポジション、斜字はファステストラップ。(key)

### アメリカン・オープンホイール

#### インディカー・シリーズ
| 年     | エントラント                                 | エンジン | 1   | 2   | 3   | 4   | 5   | 6    | 7   | 8   | 9   | 10  | 11  | 12  | 13  | 14  | 15  | 16     | 17     | 順位 | ポイント |
| ------ | -------------------------------------------- | -------- | --- | --- | --- | --- | --- | ---- | --- | --- | --- | --- | --- | --- | --- | --- | --- | ------ | ------ | ---- | -------- |
| 2023年 | レイホール・レターマン・ラニガン・レーシング | ホンダ   | STP | TXS | LBH | ALA | IMS | INDY | DET | ROA | MDO | TOR | IOW | IOW | NSH | IMS | GTW | POR 18 | LAG 24 | 33位 | 18       |

- 太字はポールポジション、斜字はファステストラップ。(key)